# Малакал (стадион)
Малакал (англ. Malakal Stadium) — многоцелевой стадион с травяным покрытием, расположенный в городе Малакал (Южный Судан). Домашний стадион футбольных клубов «Собат», «Аль-Гадесия» и «Гельб Аласид». Вместимость — 1000 зрительских мест.

## История
Был построен с помощью Миротворческих сил ООН. Дата открытия — 1962 год. Со временем стадион начинал стареть, и в 2011 году его реконструировали.
С 2013 года не использовался из-за обострения вооружённого конфликта в регионе. В 2018 году в восстановлении футбольного поля и площадок для волейбола и баскетбола вновь принимали участие миротворцы из британских и индийских частей.